# Haberget
Haberget är ett naturreservat i Härjedalens kommun i Jämtlands län.
Området är naturskyddat sedan 2013 och är 50 hektar stort. Reservatet omfattar en nordostsluttning på berget Haberget. Det består av orörd granskog med inslag av lövträd och högst upp fina även tallskog. 